# Rosanne Cash
Rosanne Cash (Memphis, 1955. május 24. –) amerikai énekesnő, dalszerző, író. Johnny Cash countryénekes és Vivian Liberto legidősebb lánya. Az 1980-as években tizenegy kislemeze volt a country toplistákon.

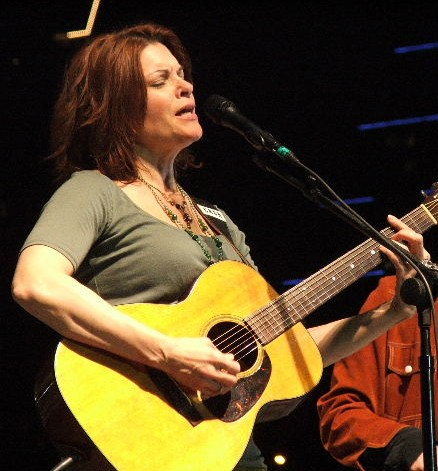
South by Southwest Festival, 2006

## Pályafutása
Miután szülei elváltak, Rosanne édesanyjával élt Kaliforniában. Az iskola befejezése után csatlakozott a Johnny Cash Road Showhoz, ahol három évig háttérénekes volt. 1975-től Rosanne Cash egy évet Londonban töltött, ahol a Columbia Records (az apját is szerződtető lemeztársaság) irodájában dolgozott. Ezt követték néhány félévnyi színészi tanulmány amerikai egyetemeken.
1978-ban a müncheni Ariola elkészítette vele a „Rosanne Cash” című albumot, egy évvel később pedig felvették a „Right or Wrong” című albumot − a Columbia Records számára. A producer Rodney Crowell énekes/dalszerző volt, akivel nem sokkal később összeházasodott. (A későbbi albumait is ő készítette). A Right or Wrong − és a különböző kislemezekei is − csak átlagosan voltak sikeresek. Rosanne Cash 1981-ben ért fel pályafutása első csúcsát a „Seven Year Ache”-el. Az albumot aranylemezzel jutalmazták, és mindhárom kislemeze is a counrylisták élére került.
1985 októberében olyan zenészekkel, mint Eric Clapton, Ringo Starr és George Harrison, Carl Perkins (a rockabilly úttörője) vendége volt, aki a londoni „Blue Suede Shoes: A Rockabilly Session” című televíziós koncertet rögzítette.
A Rosanne Cash által írt dalok egyre személyesebbé és önéletrajzi jellegűvé váltak. Ez különösen világossá vált ez az „Interiors” című album számaival − olyan dalokkal, mint az „On the Surface” és a „Mirror Image” − amelyet nem sokkal azelőtt írt, hogy elvált férjétől.
A következő, 1993-as „The Wheel” című album is kifejezetten önéletrajzi jellegű, amihez a dalokat ismét ő maga írta, a pop-orientált The Wheel fülbemászó dallamaival és más feldolgozássokkal optimistábbnak tűnik elődjénél. Johnny Cash azt monta a lemezről: „Ha valamikor egy lakatlan szigetre kerülnék, és csak egy CD-t vihetnék magammal, a Wheels-t választanám.”
1996-ban Rosanne Cashnel megjelent egy novelláskötete. Ebben az időben egy betegség miatt átmenetileg elvesztette a hangját, ezért meg kellett szakítania a „Rules of Travel” CD-n végzett munkát. Ez a CD csak 2003-ban jelent meg.
2006-ban megjelent a „Black Cadillac” album, amelyet szüleinek és mostohaanyjának, June Carter Cash-nek ajánlott. Ők már mindannyian meghaltak Cash utolsó CD-je megjelenése óta. Melankolikus dalokban, (kezdve apja halálával a címadó dalban), emlékeket és jeleneteket idézett fel életéből, például apja katonai rádiósként töltött idejét, nagy találkozását anyjával, Viviannal („I Was Watching You”) és Johnnyval, majd Cash találkozását második feleségével, June-nal Hendersonville-ben („House on the Lake”). A CD utolsó szakasza 71 másodpercnyi csend a szülei emlékére – akik mindketten 71 évesen haltak meg.
2009 végén Cash kiadta tizenkettedik stúdióalbumát „The List” címmel. Az album tizenkét számot tartalmaz az apja, Johnny Cash által 1973-ban összeállított legfontosabb country dalok százas listájáról. Ezt az összeállítást apjától 18. születésnapjára kapta. Az album többek között Bruce Springsteen, a Carter Family, Merle Haggard és Bob Dylan feldolgozásait tartalmazza. Vendégzenészek voltak: Rufus Wainwright, Jeff Tweedy, és Elvis Costello.
- Rosanne Cash szívesen játszik Gibson és C. F. Martin akusztikus gitárjain.

## Stúdióalbumok
- 1978: Rosanne Cash
- 1980: Right or Wrong
- 1981: Seven Year Ache
- 1982: Somewhere in the Stars
- 1985: Rhythm & Romance
- 1987: King's Record Shop
- 1990: Interiors
- 1993: The Wheel
- 1996: 10 Song Demo
- 2003: Rules of Travel
- 2006: Black Cadillac
- 2009: The List
- 2014: The River & the Thread
- 2018: She Remembers Everything

## Díjak
- 1985: Grammy-díj: Best Country Song: „I Don't Know Why You Don't Want Me”
- 2010: Album of the Year
- 2015: Nashville Songwriters Hall of Fame
- 2015: három Grammy-díjat nyert: a legjobb americana[5] album kategória: „The River & the Thread”; a legjobb amerikai roots[6] dalért John Leventhallal; a legjobb amerikai roots előadásért: „Feather's Not a Bird”
- 2018: Spirit of Americana/Free Speech Award

## Fordítás
Ez a szócikk részben vagy egészben  a   Rosanne Cash című német Wikipédia-szócikk ezen változatának fordításán alapul.  Az eredeti cikk szerkesztőit annak laptörténete sorolja fel. Ez a jelzés csupán a megfogalmazás eredetét és a szerzői jogokat jelzi, nem szolgál a cikkben szereplő információk forrásmegjelöléseként.